# Earth First!
Earth First! est une organisation radicale écologiste apparue dans le Sud-Ouest des États-Unis, cofondée le 4 avril 1980 par Dave Foreman (en), Mike Roselle (en), Howie Wolke (en) et, moins directement, par Bart Koehler (en) et Ron Kezar (en).
Inspiré du livre de Rachel Carson, Printemps silencieux, de celui d'Edward Abbey, Le Gang de la clef à molette et des idées d'Aldo Leopold, un groupe d'activistes écologistes, dépités par les grandes organisations environnementalistes d'alors, déclara « No compromise in defense of Mother Earth! » (« pas de compromis dans la défense de la terre Mère ! »).

## Description
Il existe des mouvements Earth First! aux États-Unis, au Royaume-Uni, au Canada, en Australie, aux Pays-Bas, en Belgique, aux Philippines, en République tchèque, en Inde, au Mexique, en France, en Allemagne, en Nouvelle-Zélande, en Pologne, au Nigeria, en Slovaquie, en Irlande, en Italie et en Espagne.
En 1987, une déclaration de Dave Foreman, un des fondateurs de Earth First!, fit scandale. À la question que lui posait Bill Devall, au cours d’un entretien dont le texte est publié dans la revue australienne Simply Living : « Que conviendrait-il de faire selon vous pour lutter contre la faim dans le monde ? », il répondit : « Le pire que l’on puisse faire en Éthiopie serait d’aider les indigents. Le mieux serait de laisser la nature trouver son propre équilibre, de laisser les gens là-bas mourir de faim. »